# Arrondissement dell'Aisne
Gli arrondissement del dipartimento dell'Aisne, nella regione francese dell'Alta Francia, sono cinque: Château-Thierry (capoluogo Château-Thierry), Laon (Laon), Saint-Quentin (Saint-Quentin), Soissons (Soissons) e Vervins (Vervins).

## Composizione
| Nome                              | Codice INSEE | N° di comuni | Superficie km2 | Popolazione | Densità (abitanti/km2) |
| --------------------------------- | ------------ | ------------ | -------------- | ----------- | ---------------------- |
| Arrondissement di Château-Thierry | 021          | 108          | 1 115,2        | 70 306      | 63                     |
| Arrondissement di Laon            | 022          | 240          | 2 175,3        | 156 123     | 72                     |
| Arrondissement di Saint-Quentin   | 023          | 126          | 1 071,2        | 127 944     | 119                    |
| Arrondissement di Soissons        | 024          | 166          | 1 342,3        | 107 707     | 80                     |
| Arrondissement di Vervins         | 025          | 160          | 1 657,8        | 71 236      | 43                     |
| Dipartimento dell'Aisne           | 02           | 800          | 7 361,8        | 533 316     | 72                     |

## Storia
- 1790: istituzione del dipartimento con sei distretti: Château-Thierry, Chauny, Laon, Saint-Quentin, Soissons, Vervins.
- 1800: istituzione degli arrondissement di: Laon, Château-Thierry, Saint-Quentin, Soissons, Vervins.
- 1926: soppressionne dell'arrondissement di Château-Thierry.[7][8]
- 1942: ripristino dell'arrondissement di Château-Thierry.
- 2017: riorganizzazione degli arrondissement a causa delle modifiche delle intercomunalità. Modifica dei confini di 43 comuni:

- - 30 trasferiti da Laon a Vervins;

- - 10 da Château-Thierry a Soissons;

- - 3 da Laon a Soissons.[9]